# RFL Championship 1927-28
La Northern Rugby Football League de 1927-28 fue la 33.º edición del torneo de rugby league más importante de Inglaterra.

## Formato
Las divisiones 1 y 2 fueron combinadas, enfrentándose a nivel de los condados de Lancashire y Yorkshire y posteriormente confeccionado una tabla global, esto provocó que los equipos enfrentaran una cantidad desigual de encuentros.
Posteriormente los cuatro mejores clasificados según el porcentaje de victorias clasificaron a las semifinales.
Se otorgaron 2 puntos por cada victoria, 1 por el empate y 0 por la derrota.

## Desarrollo

### Tabla de posiciones
| Pos. | Equipo               | Encuentros | Encuentros | Encuentros | Encuentros | Tantos | Tantos | Puntos | Porcentaje de triunfos |
| Pos. | Equipo               | PJ         | PG         | PE         | PP         | F      | C      | Puntos | Porcentaje de triunfos |
| ---- | -------------------- | ---------- | ---------- | ---------- | ---------- | ------ | ------ | ------ | ---------------------- |
| 1    | Swinton              | 36         | 27         | 3          | 6          | 439    | 189    | 57     | 79.10                  |
| 2    | Leeds                | 42         | 32         | 0          | 10         | 619    | 307    | 64     | 76.19                  |
| 3    | Featherstone Rovers  | 36         | 25         | 1          | 10         | 387    | 234    | 51     | 70.83                  |
| 4    | Hunslet FC           | 40         | 28         | 0          | 12         | 546    | 308    | 56     | 70.00                  |
| 5    | St Helens Recs       | 36         | 24         | 0          | 12         | 499    | 251    | 48     | 66.66                  |
| 6    | Oldham               | 36         | 23         | 1          | 12         | 422    | 261    | 47     | 65.27                  |
| 7    | Wigan Highfield      | 32         | 19         | 1          | 12         | 272    | 240    | 39     | 60.93                  |
| 8    | Wigan                | 40         | 24         | 0          | 16         | 601    | 345    | 48     | 60.00                  |
| 9    | Leigh                | 34         | 20         | 0          | 14         | 298    | 236    | 40     | 58.82                  |
| 10   | Wakefield Trinity    | 40         | 22         | 2          | 16         | 476    | 355    | 46     | 57.50                  |
| 11   | St. Helens           | 36         | 19         | 1          | 16         | 485    | 336    | 39     | 54.17                  |
| 12   | Huddersfield         | 40         | 21         | 1          | 18         | 475    | 341    | 43     | 53.75                  |
| 13   | Hull Kingston Rovers | 38         | 17         | 5          | 16         | 342    | 333    | 39     | 51.31                  |
| 14   | Halifax              | 40         | 19         | 2          | 19         | 341    | 328    | 40     | 50.00                  |
| 15   | Dewsbury Rams        | 38         | 17         | 3          | 18         | 334    | 329    | 37     | 48.68                  |
| 16   | Bradford Northern    | 32         | 13         | 2          | 17         | 204    | 333    | 28     | 43.75                  |
| 17   | Warrington           | 36         | 14         | 2          | 20         | 352    | 483    | 30     | 41.66                  |
| 18   | Barrow Raiders       | 34         | 13         | 1          | 20         | 249    | 337    | 27     | 39.70                  |
| 19   | Batley Bulldogs      | 38         | 14         | 2          | 22         | 264    | 466    | 30     | 39.47                  |
| 20   | Hull                 | 38         | 12         | 6          | 20         | 312    | 347    | 30     | 39.47                  |
| 21   | York FC              | 36         | 13         | 1          | 22         | 233    | 350    | 27     | 37.50                  |
| 22   | Keighley Cougars     | 36         | 13         | 1          | 22         | 230    | 415    | 27     | 37.50                  |
| 23   | Widnes               | 32         | 11         | 0          | 21         | 196    | 418    | 22     | 34.37                  |
| 24   | Rochdale Hornets     | 34         | 11         | 1          | 22         | 192    | 448    | 23     | 33.82                  |
| 25   | Castleford           | 32         | 9          | 3          | 20         | 217    | 389    | 21     | 32.81                  |
| 26   | Salford              | 32         | 9          | 1          | 22         | 220    | 434    | 19     | 29.68                  |
| 27   | Broughton Rangers    | 32         | 8          | 0          | 24         | 295    | 450    | 16     | 25.00                  |
| 28   | Bramley RLFC         | 32         | 7          | 0          | 25         | 175    | 402    | 14     | 21.87                  |

|  | Semifinalistas. |

### Semifinales
| 1928 | Swinton | 12 - 2 | Hunslet |  |  |

| 1928 | Leeds | 12 - 15 | Featherstone Rovers |  |  |

### Final
| 1928 | Swinton | 11 - 0 | Featherstone Rovers |  |  |

| Bandera de Inglaterra |
| Campeón Swinton Lions |
| Segundo título        |